# Wałujki
Wałujki (ros. Валуйки) – miasto w Rosji, w obwodzie biełgorodzkim, nad rzeką Wałuj, niedaleko jej ujścia do Oskołu, siedziba administracyjna rejonu wałujskiego. W 2021 roku liczyło 33 032 mieszkańców. Ośrodek przemysłu metalurgicznego, spożywczego, energetycznego, skórzany, meblarskiego i materiałów budowlanych. W mieście działa muzeum sztuki i muzeum krajoznawcze.

## Historia
Założone w 1593 roku jako miasto-twierdza u ujścia Wałuju do Oskołu dla obrony południowej granicy. W 1613 roku u zbiegu rzek wzniesiony został monastyr Zaśnięcia Matki Bożej, którego fundatorem był car Michał Fiodorowicz. Miasto było celem częstych ataków Tatarów krymskich. W 1708 roku miejscowość została poważnie zniszczona przez oddziały powstańcze Kondratija Buławina. W 1797 roku Wałujki zostały podniesione do rangi miasta powiatowego guberni woroneskiej. W 1928 roku weszło w skład obwodu centralno-czarnoziemnego, w 1934 roku – obwodu kurskiego, a od 1954 roku należy do obwodu biełgorodzkiego. Od 6 lipca 1942 roku do 19 stycznia 1943 roku było okupowane przez wojska niemieckie.
Nazwa miasta pochodzi od nazwy rzeki Wałuj, notowanej po raz pierwszy w 1491 roku w formie Wołuj (od XVII wieku w formie Wałuj). Hydronim Wołuj został najprawdopodobniej utworzony od staroruskiego przymiotnika wołui, czyli woli, byczy. Rozpowszechniona, acz uznawana za mało wiarygodną, jest również teoria zakładająca pochodzenie od słowa wałuj, które w dialekcie kursko-orłowskim oznacza osobę niemrawą, powolną, gapowatą. 

## Galeria

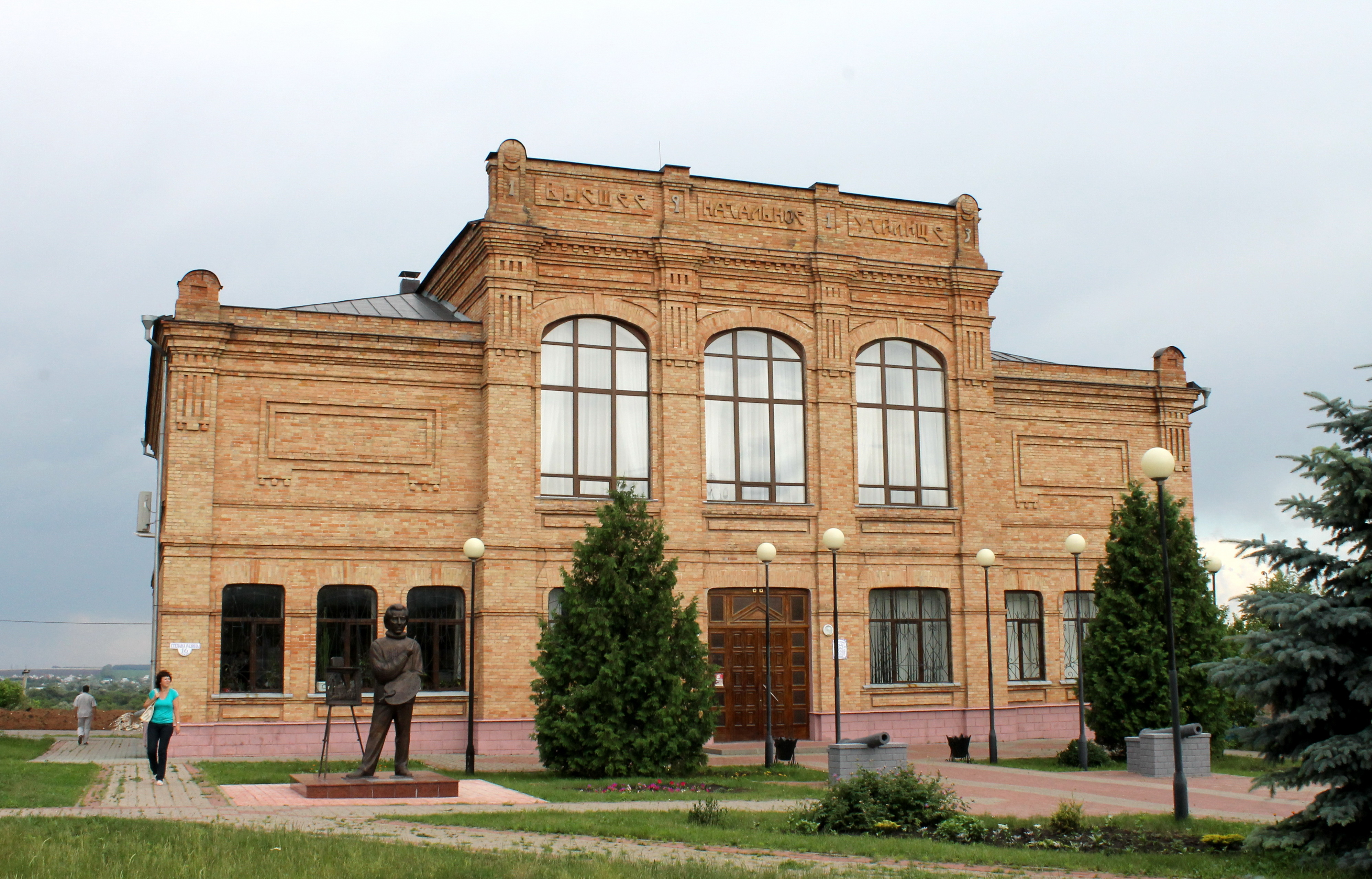
Muzeum
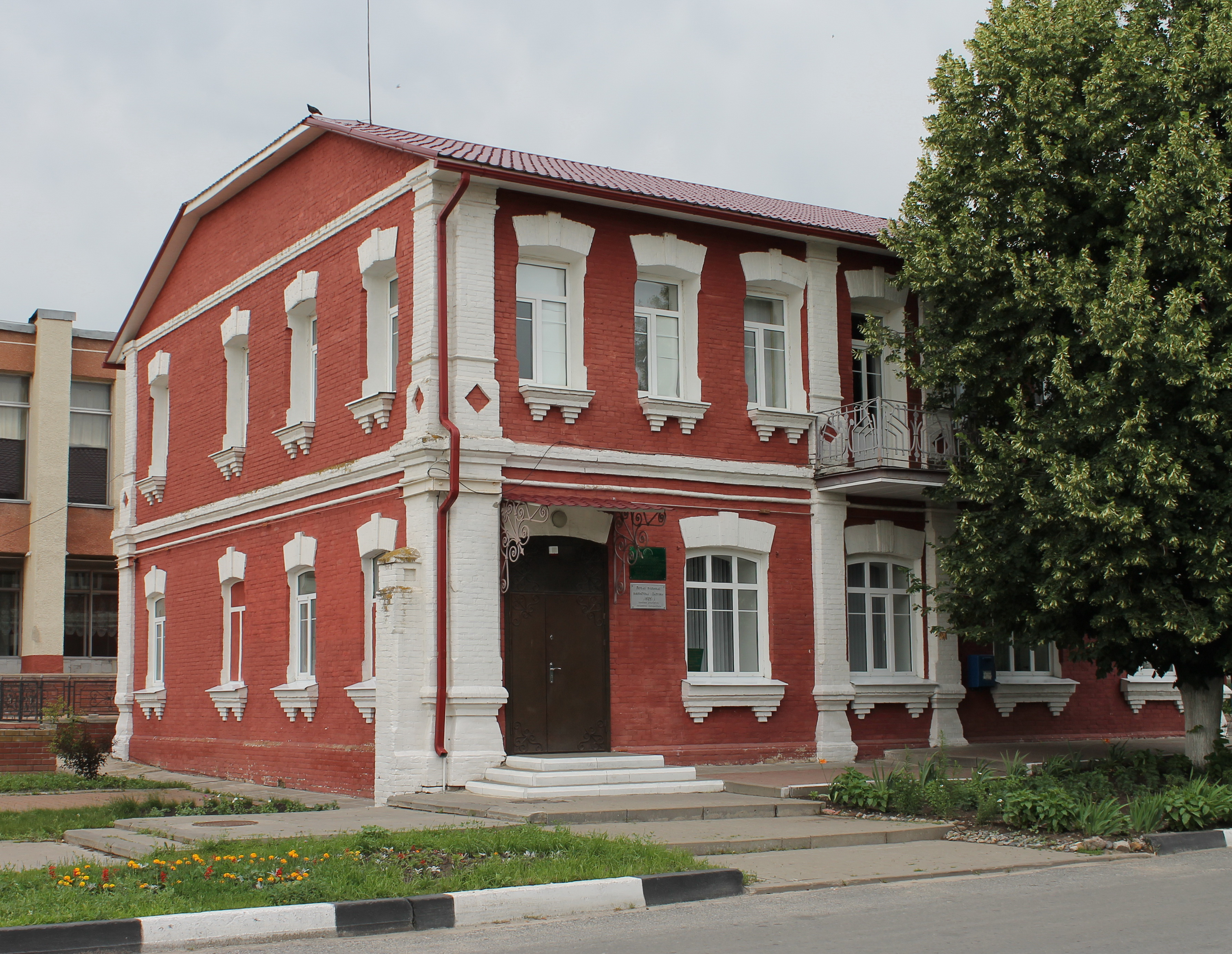
Biblioteka
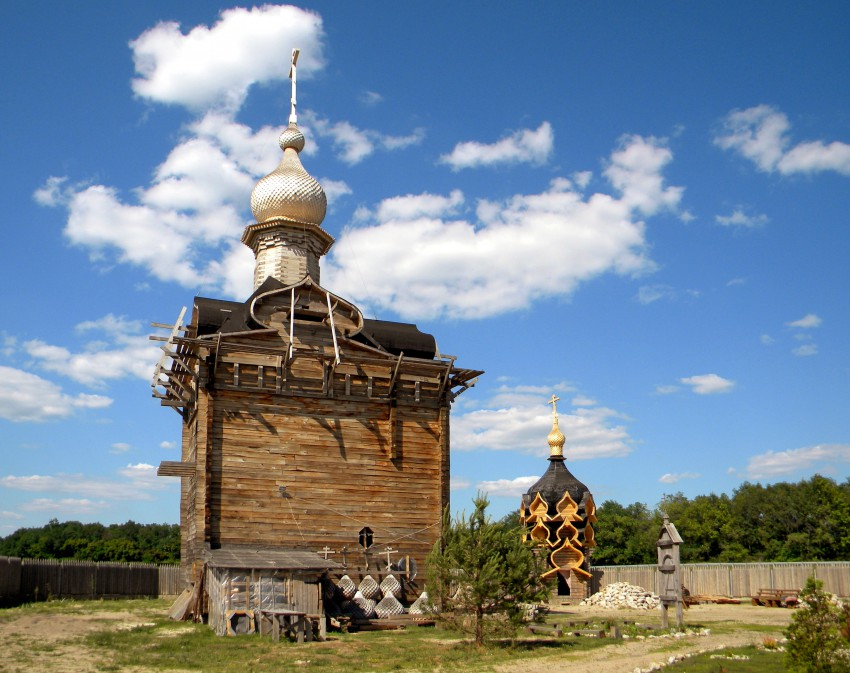
Monastyr
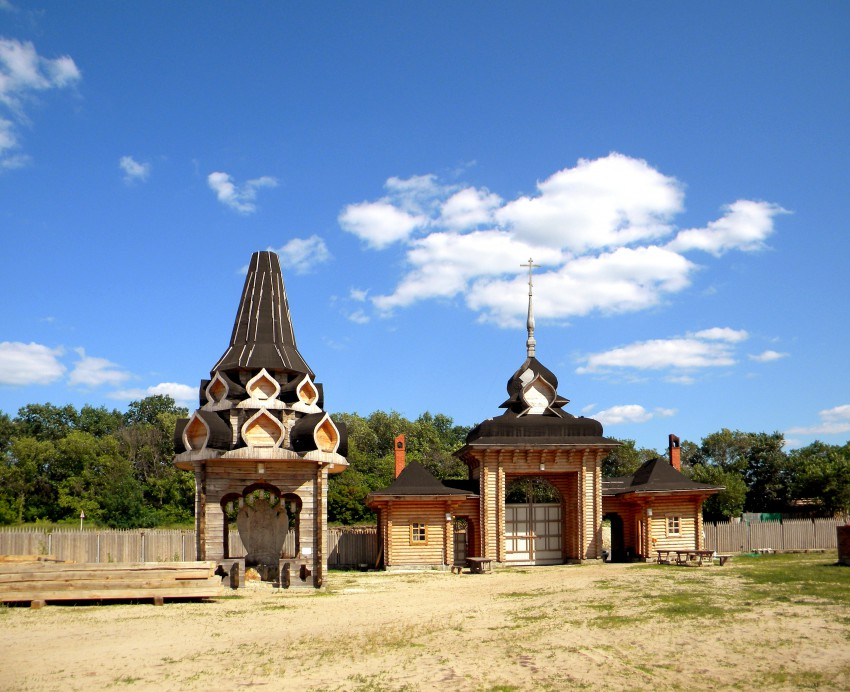
Monastyr